# Oskar von Collas

Oskar von Collas, preußischer Generalmajor, im Jahr 1888

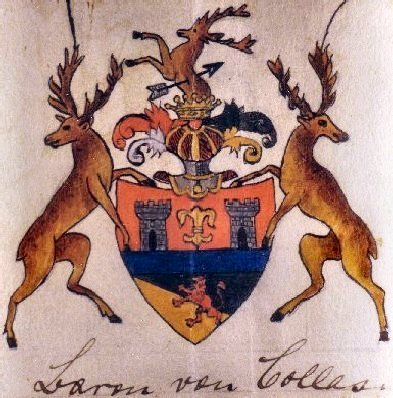
Das Wappen der Familie von Collas

Oskar Baron von Collas (* 17. April 1832 in Meseritz; † 3. Dezember 1889 in Berlin) war ein preußischer Generalmajor.

## Leben

### Herkunft
Oskar war der Sohn des preußischen Appellationsgerichtsrats Henning von Collas in Glogau und dessen Ehefrau Antonie, geborene Aschenborn.
Aufgrund seiner Verdienste wurde ihm – ebenso wie seinen Brüdern Alexander und Alfred – durch die Kabinettsorder vom 30. Juni 1852 der Titel „Baron“ für die eigene Person zuerkannt.

### Militärkarriere
Collas trat am 1. Januar 1850 in das 6. Infanterie-Regiment der Preußischen Armee ein und avancierte bis Januar 1852 zum Sekondeleutnant. Im weiteren Verlauf seiner Militärkarriere nahm er 1866 bei der Main-Armee am Deutschen Krieg sowie 1870/71 am Krieg gegen Frankreich teil. Als Oberstleutnant wurde Collas im August 1882 zunächst mit der Stellvertretung des Kommandeurs des 2. Großherzoglich Hessischen Infanterie-Regiments (Großherzog) Nr. 116 beauftragt. Dann beauftragte man ihn vom 13. September 1882 bis zum 12. Januar 1883 mit der Führung des Regiments und ernannte ihn anschließend unter Beförderung zum Oberst zum Kommandeur des Verbandes. Daran schloss sich als Generalmajor vom 14. Februar bis zum 18. September 1888 eine Verwendung als Kommandeur der 43. Infanterie-Brigade in Kassel an. Anschließend erhielt Collas das Kommando über die 4. Garde-Infanterie-Brigade. Krankheitsbedingt wurde er am 1. April 1889 mit der gesetzlichen Pension zur Disposition gestellt.

### Familie
Collas heiratete am 26. März 1874 auf Gut Hohengöhren bei Schönhausen (Elbe) Anna Himburg (* 26. März 1853 auf Hohengöhren; † 19. Mai 1932 in Halle (Saale)), Tochter des Gutsbesitzers Louis Himburg, Herr auf Gut Hohengöhren, und der Louise Schulze aus Arneburg an der Elbe.